# Ediciones Marisal
Ediciones Marisal fue una editorial española, ubicada en Madrid, que produjo varias colecciones de tebeos en la primera mitad de los años cuarenta del siglo pasado, destacando por su constancia entre las de pequeñas dimensiones. Al igual que Rialto, se nutría de los productos de los Estudios de Adolfo López Rubio.

## Trayectoria
Tras arrancar con la cómica Pirulo y Mantencón, frecuentó los cuadernos de acción típicos de su época, con series tan curiosas como Abulkasem Basri.

## Colecciones de tebeos
| Título          | Año  | Guionista     | Dibujante     | Ejemplares | Tamaño  | Precio facial en pesetas |
| --------------- | ---- | ------------- | ------------- | ---------- | ------- | ------------------------ |
| Abulkasem Basri | 1944 | R. del Villar | R. del Villar | 3          | 17 x 24 |                          |